# Postulado de Bertrand

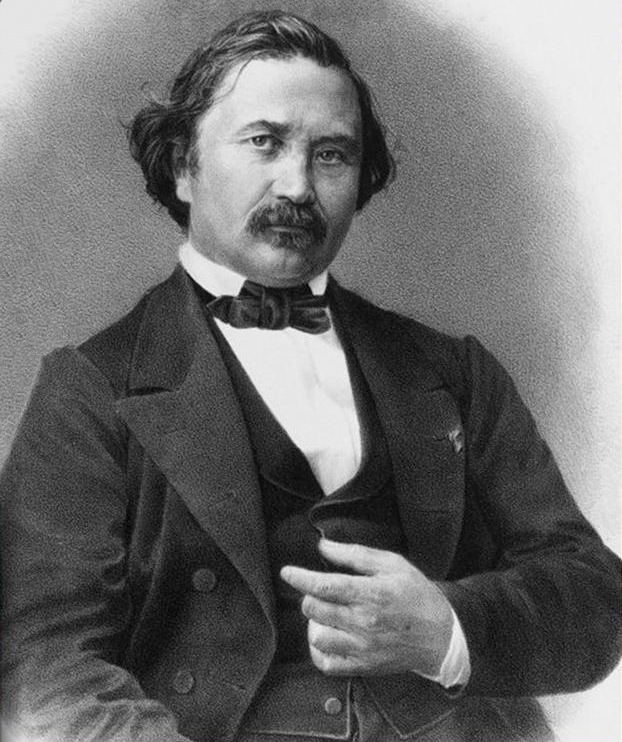
Joseph Bertrand, matemático francés del.

El postulado de Bertrand dice que si n > 1 es un entero, entonces existirá al menos un número primo p con n < p < 2n. Otra formulación más débil pero más elegante es:

El postulado de Bertrand afirma que entre cualquier número mayor que 1 y su doble, por lo menos existe un número primo. Por ejemplo entre 3 y 6 está el primo 5 y entre {\displaystyle {\sqrt {2}}\,} y {\displaystyle 2{\sqrt {2}}\,} está el primo 2.

Este postulado fue inicialmente formulado en 1845 por Joseph Bertrand (1822-1900). El propio Bertrand verificó su certeza para {\displaystyle 2\leq n\leq 3\,000\,000}.
La demostración de esta conjetura la encontró Chebyshov (1821-1894) en 1850 y por tanto el postulado también es conocido como teorema de Bertrand-Chebyshov o teorema de Chebyshov. 
Ramanujan (1887-1920) dio una demostración más simple.
Para ver una demostración del postulado, ver el artículo Demostración del postulado de Bertrand.

## Teorema de los números primos
El teorema de los números primos implica que el número de números primos hasta x es aproximadamente x/ln(x), por lo que si se reemplaza x por 2x entonces se observa que el número de primos hasta 2x es asintóticamente el doble del número de primos hasta x (los términos ln(2x) y ln(x) son asintóticamente equivalentes). Por lo tanto, el número de primos entre n y 2n es aproximadamente n/ln(n) cuando n es grande, por lo que en particular hay muchos más números primos en este intervalo de los que garantiza el postulado de Bertrand. Entonces, el postulado de Bertrand es comparativamente más débil que el postulado de los números primos. Pero este último es un teorema profundo, mientras que el Postulado de Bertrand se puede enunciar de manera más memorizable y demostrar más fácilmente, y también hace afirmaciones precisas sobre lo que sucede para valores pequeños de n. Además, el teorema de Chebyshov se demostró antes que el teorema de los números primos y, por lo tanto, tiene interés histórico.
La conjetura de Legendre, un enunciado similar aún sin resolver, pregunta si para cada n ≥ 1, hay un primo p, tal que n2 < p < (n + 1)2. De nuevo, se puede esperar que no haya uno sino muchos primos entre n2 y (n + 1)2, pero en este caso el teorema de los números primos no sirve de ayuda: el número de primos hasta x2 es asintótico a x2/ln(x2) mientras que el número de primos hasta (x + 1)2 es asintótica a (x + 1)2/ln((x + 1)2), que a su vez es asintótica a la estimación de números primos hasta x 2. Entonces, a diferencia del caso anterior de x y 2x, no se obtiene una prueba de la conjetura de Legendre ni para todos los n grandes. Las estimaciones de error en el teorema de los números primos no son (de hecho, no pueden ser) suficientes para probar la existencia de un primo en este intervalo.

## Generalizaciones
En 1919, Ramanujan (1887–1920) utilizó las propiedades de la función gamma para ofrecer una prueba más sencilla. El breve artículo incluía una generalización del postulado, del que luego surgiría el concepto de números primo de Ramanujan. También se han descubierto más generalizaciones de los números primos de Ramanujan; por ejemplo, hay una prueba de que
{\displaystyle 2p_{i-n}>p_{i}{\text{for }}i>k{\text{where }}k=\pi (p_{k})=\pi (R_{n})\,,}
con pk el k-ésimo primo y Rn el n-ésimo primo de Ramanujan.
Se han obtenido otras generalizaciones del postulado de Bertrand utilizando métodos elementales. En el ejemplo dado a continuación, n recorre el conjunto de los enteros positivos. En 2006, M. El Bachraoui demostró que existe un número primo entre 2n y 3n. En 1973, Denis Hanson demostró que existe un número primo entre 3n y 4n. Además, en 2011, Andy Loo demostró que como n tiende a infinito, el número de números primos entre 3n y 4n también tiende a infinito, generalizando así los términos de los resultados de Erdős y de Ramanujan (consúltese la sección sobre los teoremas de Erdős a continuación). El primer resultado se obtiene con métodos elementales. El segundo se basa en los límites analíticos de la función factorial.

## Teorema de Sylvester
El postulado de Bertrand fue propuesto para su aplicación a los grupos de permutación. Sylvester (1814-1897) generalizó el enunciado más débil según la proposición: el producto de k enteros consecutivos mayores que k es divisible por un primo mayor que k. El postulado (más débil) de Bertrand se sigue de este enunciado tomando k = n, y considerando los números k'n + 1, n + 2, hasta n + k= 2n, donde n > 1. De acuerdo con la generalización de Sylvester, uno de estos números tiene un factor primo mayor que k. Dado que todos estos números son menores que 2(k + 1), el número con un factor primo mayor que k tiene solo un factor primo y, por lo tanto, es primo. Téngase en cuenta que 2n no es primo y, por lo tanto, ahora se sabe que existe un primo p con n < p < 2n.

## Teoremas de Erdős
In 1932, Erdős (1913-1996) también publicó una prueba más simple usando coeficientes binomiales y la función de Chebyshov θ, definida como:
{\displaystyle \vartheta (x)=\sum _{p=2}^{x}\ln(p)}
donde p ≤ x se considera sobre los números primos. Consúltese la demostración del postulado de Bertrand para obtener más detalles.
Erdős demostró en 1934 que para cualquier entero positivo k, hay un número natural N tal que para todo n > N, hay al menos k primos entre n y 2n. Una declaración equivalente había sido probada en 1919 por Ramanujan (véase número primo de Ramanujan).

## Mejores resultados
Del teorema de los números primos se sigue que para cualquier número real {\displaystyle \varepsilon >0} hay un {\displaystyle n_{0}>0} tal que para todo {\displaystyle n>n_{0}} hay un primo {\displaystyle p} tal que {\displaystyle n<p<(1+\varepsilon )n}. Se puede demostrar, por ejemplo, que
{\displaystyle \lim _{n\to \infty }{\frac {\pi ((1+\varepsilon )n)-\pi (n)}{n/\log n}}=\varepsilon ,}
lo que implica que {\displaystyle \pi ((1+\varepsilon )n)-\pi (n)} tiende a infinito (y, en particular, es mayor que 1 para {\displaystyle n}) suficientemente grande.
También se han probado los límites no asintóticos. En 1952, Jitsuro Nagura demostró que para {\displaystyle n\geq 25} siempre hay un número primo entre {\displaystyle n} y {\displaystyle {\bigl (}1+{\tfrac {1}{5}}{\bigr )}n}.
En 1976, Lowell Schoenfeld demostró que para {\displaystyle n\geq 2\,010\,760} siempre hay un primo {\displaystyle p} en el intervalo abierto {\displaystyle n<p<{\bigl (}1+{\tfrac {1}{16\,597}}{\bigr )}n}.
En su tesis doctoral de 1998, Pierre Dusart mejoró el resultado anterior, mostrando que para {\displaystyle k\geq 463}, {\displaystyle p_{k+1}\leq \left(1+{\frac {1}{2\ln ^{2}{p_{k}}}}\right)p_{k}}, y en particular para {\displaystyle x\geq 3\,275}, existe un primo {\displaystyle p} en el intervalo {\displaystyle x<p\leq \left(1+{\frac {1}{2\ln ^{2}{x}}}\right)x}.
En 2010, Pierre Dusart de nuevo demostró que para {\displaystyle x\geq 396\,738} existe al menos un primo {\displaystyle p} en el intervalo {\displaystyle x<p\leq \left(1+{\frac {1}{25\ln ^{2}{x}}}\right)x}.
En 2016, otra vez Pierre Dusart mejoró su resultado de 2010, demostrando (Proposición 5.4) que, si {\displaystyle x\geq 89\,693}, hay al menos un primo {\displaystyle p} en el intervalo {\displaystyle x<p\leq \left(1+{\frac {1}{\ln ^{3}{x}}}\right)x}. También demostró (Corolario 5.5) que, para {\displaystyle x\geq 468\,991\,632}, hay al menos un primo {\displaystyle p} en el intervalo {\displaystyle x<p\leq \left(1+{\frac {1}{5\,000\ln ^{2}{x}}}\right)x}.
Baker, Harman y Pintz demostraron que existe un primo en el intervalo {\displaystyle [x-x^{0.525},\,x]} para todo {\displaystyle x} suficientemente grande.
Dudek demostró que, para todo {\displaystyle n\geq e^{e^{33.3}}}, hay al menos un primo entre {\displaystyle n^{3}} y {\displaystyle (n+1)^{3}}.
Dudek también probó que la hipótesis de Riemann implica que para todo {\displaystyle x\geq 2} hay un primer {\displaystyle p} que satisface
{\displaystyle x-{\frac {4}{\pi }}{\sqrt {x}}\log x<p\leq x}.

## Consecuencias
- La secuencia de números primos, junto con el 1, es una secuencia completa, de forma que cualquier número entero positivo se puede escribir como una suma de primos (y 1) usando cada uno como máximo una vez.
- El único número armónico que es un número entero es el número 1.[16]